# Rybna (gromada w powiecie częstochowskim)
Rybna – dawna gromada, czyli najmniejsza jednostka podziału terytorialnego Polskiej Rzeczypospolitej Ludowej w latach 1954–1972.
Gromady, z gromadzkimi radami narodowymi (GRN) jako organami władzy najniższego stopnia na wsi, funkcjonowały od reformy reorganizującej administrację wiejską przeprowadzonej jesienią 1954 do momentu ich zniesienia z dniem 1 stycznia 1973, tym samym wypierając organizację gminną w latach 1954–1972.
Gromadę Rybna z siedzibą GRN w Rybnej utworzono – jako jedną z 8759 gromad na obszarze Polski – w powiecie częstochowskim w woj. stalinogrodzkim, na mocy uchwały nr 17/54 WRN w Stalinogrodzie z dnia 5 października 1954. W skład jednostki wszedł obszar dotychczasowej gromady Rybna ze zniesionej gminy Mykanów oraz obszary dotychczasowych gromad Kocin Nowy i Kocin Stary ze zniesionej gminy Cykarzew Stary w tymże powiecie. Dla gromady ustalono 13 członków gromadzkiej rady narodowej.
20 grudnia 1956 województwo stalinogrodzkie przemianowano (z powrotem) na katowickie.
31 grudnia 1961 gromadę zniesiono, a jej obszar włączono do gromad Mykanów (wsie Kocin Nowy, Rybna i Nowa Rybna) i Cykarzew Stary (wieś Kocin Stary z przysiółkami Dżystka Kolonia, Parcele i Przedkocin oraz leśniczówką Lemańsk) w tymże powiecie.